# Fontana Mortilla
Il rio Fontana Mortilla, denominato anche Vallone Fontana Mortilla, è un corso d'acqua che nasce in località Cugno Cardinale, presso la via San Benedetto da Norcia. Lungo il suo percorso degrada dolcemente verso il livello del mare fino a sfociare nel breve fiume Ciane, nei pressi del Porto Grande di Siracusa, nel mar Ionio.
Le acque meteoriche della Fontana Mortilla, prima di alimentare il Ciane, attraversano i territori comunali di Canicattini Bagni e Floridia.